# Pulchroboletus
Pulchroboletus is een geslacht van schimmels behorend tot de familie Boletaceae. De typesoort is Pulchroboletus roseoalbidus.

## Soorten
Het geslacht bestaat uit de volgende drie soorten (peildatum oktober 2020):
| Soortnaam                    | Auteur(s)                                       | Publicatiejaar |
| ---------------------------- | ----------------------------------------------- | -------------- |
| Pulchroboletus roseoalbidus  | (Alessio & Littini) Gelardi, Vizzini & Simonini | 2014           |
| Pulchroboletus rubricitrinus | (Murrill) Farid & A.R. Franck                   | 2017           |
| Pulchroboletus sclerotiorum  | M.E. Sm., Bessette & A.R. Bessette              | 2019           |